# Ansley Cargill
Ansley Cargill (* 5. Januar 1982 in Atlanta) ist eine ehemalige US-amerikanische Tennisspielerin.

## Karriere
Cargill, die laut ITF-Profil Hartplätze bevorzugte, studierte an der Duke University und erreichte 2002 im Doppel das Achtelfinale der US Open sowie 2003 im Einzel die zweite Runde der Australian Open. Bei den Panamerikanischen Spielen gewann sie 2003 die Bronzemedaille im Dameneinzel.
Cargill konnte auf ITF-Turnieren insgesamt jeweils vier Einzel- und Doppeltitel gewinnen. Nach den US Open im Jahr 2006 hat sie nur noch ein Match auf einem ITF-Turnier bestritten, seit 2007 wird sie in den Weltranglisten nicht mehr geführt.